# GoDaddy Bowl 2015 (décembre)
Ne doit pas être confondu avec GoDaddy Bowl 2015 (janvier), joué dans le cadre de la saison universitaire 2014.
Match précédent Match suivant
Le GoDaddy Bowl 2015 (décembre) est un match de football américain de niveau universitaire  joué après la saison régulière de 2015, le 23 décembre 2015 au Ladd Peebles Stadium de Mobile en Alabama.
Il s'agissait de la 17e édition du GoDaddy Bowl.
Le match a mis en présence les équipes des Eagles de Georgia Southern issus de la Sun Belt Conference et des Falcons de Bowling Green issus de la Mid-American Conference.
Il a débuté à 19:00 heure locale et a été retransmis en télévision sur ESPN.
Sponsorisé par la société GoDaddy (une société informatique spécialisée dans l'hébergement et l'enregistrement de noms de domaine), le match fut officiellement dénommé le GoDaddy Bowl.
Les Eagles de Georgia Southern gagnent le match sur le score de 58 à 27.

## Présentation du match
| Équipes                                                                                         | Conférences | Entraîneurs | Stats. saison rég. |
| ----------------------------------------------------------------------------------------------- | ----------- | ----------- | ------------------ |
| Eagles de Georgia Southern                                                                      | Sun Belt    | Dell McGee  | 8-4                |
| Falcons de Bowling Green                                                                        | MAC         | Brian Ward  | 10-3               |
| Arbitre : Scott Campbell Équipe donnée favorite par les bookmakers : Bowling Green à 7½ conte 1 |             |             |                    |

Il s'agit de la toute 1re rencontre entre ces deux équipes.

### Eagles de Georgia Southern
Avec un bilan global en saison régulière de 8 victoires et 4 défaites, Georgia Southern est éligible et accepte l'invitation pour participer au GoDaddy Bowl de décembre 2015.
Ils terminent 3e de la  Sun Belt Conference derrière Arkansas State et Appalachian State, avec un bilan en matchs de conférence de 6 victoires et 2 défaites.
À l'issue de la saison 2015 (bowl compris), ils n'apparaissent pas dans les classements CFP , AP et Coaches.
Il s'agit de leur 1er apparition au GoDaddy Bowl puisque c'est la toute première fois de leur histoire que cette équipe participe à un Bowl FBS, deux années seulement après avoir intégré la Div. I (NCAA) FBS au sein de la Sun Belt Conference.

### Falcons de Bowling Green
Avec un bilan global en saison régulière de 10 victoires et 3 défaites, Bowling Green est éligible et accepte l'invitation pour participer au GoDaddy Bowl de décembre 2015,,.
Ils terminent 1er de la East Division de la Mid-American Conference, avec un bilan en division de 7 victoires pour 1 défaite. Ils gagnent ensuite la finale de conférence face à Northern Illinois sur le score de 34 à 14.
À l'issue de la saison 2015 (bowl compris), ils n'apparaissent pas dans les classements CFP , AP et Coaches.

## Résumé du match
| QT          | Temps       | Drive       | Drive       | Drive       | Équipe      | Description de l'action | Score | Score |
| QT          | Temps       | Jeux        | Yards       | TDP         | Équipe      | Description de l'action | GS    | BG    |
| ----------- | ----------- | ----------- | ----------- | ----------- | ----------- | --- | ----- | ----- |
| 1           | 08:52       | 9           | 78          | 04:34       | GS          | TD à la suite d'une course de 1 yard par RB L.A. Ramsby + 1 point de conversion par kicker Younghoe Koo                                             | 7     | 0     |
| 1           | 07:38       | 6           | 75          | 01:23       | BG          | TD de 45 yards par WR Roger Lewis à la suite d'une réception de passe de QB Matt Johnson mais la tentative de conversion à 1 point par kiker échoue | 7     | 6     |
| 1           | 07:38       | -           | -           | -           | GS          | Sur la tentative de conversion précédente, S Matt Dobson récupère le ballon et le remonte sur 98 yards pour inscrire 2 points de conversion         | 9     | 6     |
| 1           | 00:33       | 7           | 75          | 01:48       | BG          | TD de 15 yards par WR Ronnie Moore à la suite d'une réception de passe de QB Matt Johnson + 1 point de conversion par kicker Tyler Tate             | 9     | 13    |
| 2           | 11:42       | 1           | 71          | 00:08       | BG          | TD de 51 yards par WR Gehrig Dieter à la suite d'une réception de passe de QB Matt Johnson + 1 point de conversion par kicker Tyler Tate            | 9     | 20    |
| 2           | 07:53       | 7           | 75          | 03:39       | GS          | TD à la suite d'une course de 26 yards par RB Wesley Fields + 1 point de conversion par kicker Younghoe Koo                                         | 16    | 20    |
| 2           | 01:27       | 12          | 92          | 05:15       | GS          | TD à la suite d'une course de 31 yards par WR Montay Crockett + 1 point de conversion par kicker Younghoe Koo                                       | 23    | 20    |
| 2           | 00:36       | 5           | 66          | 00:51       | BG          | TD à la suite d'une course de 5 yards par RB Travis Greene + 1 point de conversion par kicker Tyler Tate                                            | 23    | 27    |
| 3           | 07:28       | 14          | 75          | 07:32       | GS          | TD à la suite d'une course de 3 yards par QB Favian Upshaw + 1 point de conversion par kicker Younghoe Koo                                          | 30    | 27    |
| 3           | 02:55       | 1           | 80          | 00:11       | GS          | TD à la suite d'une course de 88 yards par QB Favian Upshaw + 1 point de conversion par kicker Younghoe Koo                                         | 37    | 27    |
| 3           | 01:51       | 2           | 14          | 00:23       | GS          | TD à la suite d'une course de 1 yard par RB Matt Breida + 1 point de conversion par kicker Younghoe Koo                                             | 44    | 27    |
| 4           | 14:55       | 2           | 10          | 00:48       | GS          | TD à la suite d'une course de 8 yards par QB Favian Upshaw + 1 point de conversion par kicker Younghoe Koo                                          | 51    | 27    |
| 4           | 05:25       | 6           | 80          | 03:59       | GS          | TD à la suite d'une course de 42 yards par QB Favian Upshaw + 1 point de conversion par kicker Younghoe Koo                                         | 58    | 27    |
| Score final | Score final | Score final | Score final | Score final | Score final | Score final | 58    | 27    |

## Statistiques[9]
| Statistiques par Équipes               | Statistiques par Équipes | Statistiques par Équipes |
| Statistiques                           | GS                       | BG                       |
| -------------------------------------- | ------------------------ | ------------------------ |
| 1er downs                              | 26                       | 15                       |
| Conversion de 3e Down                  | 9/16                     | 5/13                     |
| Conversion de 4e Down                  | 2/2                      | 1/3                      |
| Jeux–yards                             | 76 jeux pour 534 yards   | 63 jeux pour 362 yards   |
| Yards à la course                      | 452                      | 116                      |
| Yards à la passe                       | 82                       | 246                      |
| Passes : Réussies-Tentées-Interceptées | 4/8, 0 Int.              | 15/34, 0 Int.            |
| Réussite en zone rouge/chances         | 4/4                      | 2/3                      |
| TD                                     | 8                        | 4                        |
| Field Goals                            | 0                        | 0                        |
| Sacks (Nombre-Yards perdus)            | 1                        | 0                        |
| Fumbles (Nombre/Perdus)                | 2/0                      | 2/2                      |
| Pénalités (Nombre/Yards perdus)        | 5 pour 45 yards perdus   | 7 pour 59 yards perdus   |
| Temps de possession                    | 40:39                    | 19:21                    |

| Meilleur Joueur (MVP) | Meilleur Joueur (MVP) | Meilleur Joueur (MVP) |
| --------------------- | --------------------- | --------------------- |
| Nom                   | Équipe                | Poste                 |
| Favian Upshaw         | Georgia Southern      | QB                    |

| Statistiques Individuelles | Statistiques Individuelles | Statistiques Individuelles                   |
| -------------------------- | -------------------------- | -------------------------------------------- |
| Quaterbacks                |                            |                                              |
| GS                         | Kevin, Ellison             | 3/5, 65 yards, 0 Int., 1 TD,                 |
| BG                         | Johnson, Matt              | 15/34, 246 yards, 0 Int., 3 TDs, 1 sack subi |
| Meilleurs Coureurs         |                            |                                              |
| GS                         | Favian, Upshaw             | 12 courses pour 199 yards et 4 TDs           |
| BG                         | Greene, Travis             | 10 courses pour 79 yards et 1 TD             |
| Meilleurs Receveurs        |                            |                                              |
| GS                         | Montay, Crockett           | 1 réception pour 31 yards et 1 TD            |
| BG                         | Moore, Ronnie              | 5 réceptions pour 83 yards et 1 TD           |
| Meilleurs Tackleurs        |                            |                                              |
| GS                         | Antwione, Williams         | 2 tackles en solo et 8 assistes              |
| BG                         | Valdez, Austin             | 3 tackles en solo et 8 assistes              |